# Принцесса и обезьяна
«Принцесса и обезьяна» (латыш. Princese ar pērtiķi, встречаются переводы: «Принцесса и обезьянка», «Принцесса с обезьянкой») — одна из наиболее известных картин латышского художника Яниса Розенталса (латыш. Janis Rozentāls; 1866—1916). Существует в нескольких близких друг другу вариантах.

## История создания и судьба картины

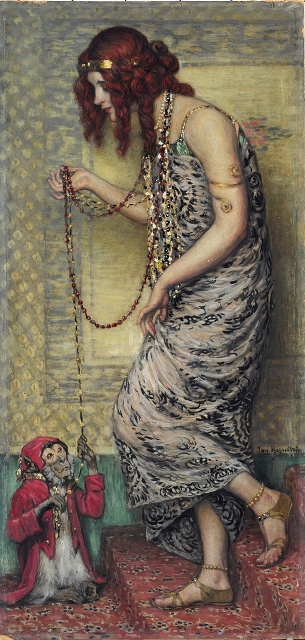
Янис Розенталс. Принцесса и обезьянка (из Belēvičs Collection)

Картина «Принцесса и обезьяна» появилась после «римского» карнавала, который был устроен немецким обществом Kunstecke. Художник увидел там свою будущую модель — молодую девушку — гимнастку Гото фон Зек (латыш. Goto Betge). В Kunstecke состоял и сам Розенталс, и его друг Бернхард Борхерт. Они зимой 1913 года отправились на карнавал и встретили там Гото. Она изображена на картине в одеянии римлянки (роль его играла обёрнутая вокруг тела молодой женщины восточная шаль, а шея была украшена несколькими нитями бус) и рыжем парике, — так, как она появилась на карнавале. Она танцевала, вызвав аплодисменты, и выступила на бис.
В своих заметках Гото записала, что посетила мастерскую Розенталса через несколько дней по приглашению художника. Она побывала на его квартире на улице Альберта дом 12, а затем — в мастерской. Розенталс всегда был предельно корректен в общении с юной моделью и смутил её своей деликатностью, поцеловав ей руку выше локтя.
Как вспоминал сын художника Микелис, которому в то время было пять лет, обезьянку приводил позировать цыган, получая за каждый сеанс по рублю.
Картина «Принцесса и обезьяна» была впервые показана публично в марте 1913 года на III Выставке Балтийского союза художников в Рижском городском музее. Летом того же года она была показана на XI Международной выставке в Мюнхене, и права на издание репродукций были приобретены Leipzig Velhagen & Klasings Publishing House. Также картина была представлена на выставке 1913 года «Simbolisma laiks Latvijā» в Брюсселе и Люксембурге, которые знакомили с творчеством латышских художников европейскую аудиторию.
Своеобразная композиция картины могла быть увидена художником в японской ксилографии. Современники были убеждены, что в принцессе можно опознать звезду немого кино, актрису Латышского государственного театра «Скатувэ» Марию Лейко (это предположение возникло благодаря альбому латышской поэтессы Аспазии, в котором она, знавшая о тайнах личной жизни художника, расположила портреты Розенталса и Марии Лейко обращёнными друг к другу) или танцовщицу Марию Маргариту (Мэгги) Грипенберг (1881—1976) — первую финскую балерину шведского происхождения, художницу и киноактрису. До 2006 года картина являлась собственностью коллекционера Августа Русманиса (латыш. Augusts Rusmanis). Русманис купил картину в 1975 году у Агры Клаужи (латыш. Agra Klauža), приёмной дочери видного советского политического деятеля довоенного времени Яниса Лациса, руководителя отдела садоводства Латвийской Академии сельского хозяйства.
В мастерской Розенталса, которая в настоящее время функционирует как музей-квартира, можно увидеть серёжку, которую натурщица надевала, позируя мастеру.
В честь картины в 2016 году была выпущена юбилейная монета, посвящённая 150-летию художника. С одной стороны монеты отпечатано само полотно «Принцесса и обезьянка» в цвете, с другой стороны — холст, натянутый на раму, подпись художника, сертификат картины, печать. Цена, по которой Банк Латвии выпустил монету ограниченным тиражом (7000 экземпляров) в продажу, — 5 евро.

## Сюжет картины
Искусствовед Карлис Дзильлея (латыш. K. Dziļleja, 1891—1963) истолковывал смысл полотна как взаимосвязь между художником и искусством: искусство заставляет художника выражать себя. Другой искусствовед — Эдуарда Шмите (латыш. Edvarda Šmite) —  считает, что сюжет иной: женственность заставляет мужчину «плясать» под свою дудку. Она говорит:

«Мы можем лишь гадать — и наверняка эти догадки вместе с радостью от цвета, от созерцания прекрасной женщины и составляют тайну этой картины».— Лайма Слава. Десять картин классика Розенталя: принцесса с обезьянкой

## Версии картины
Латвийский художник написал несколько реплик оригинальной картины, меняя размер и представляя по-иному различные детали. Одна из лучших работ на эту тему является собственностью Латвийского Национального художественного музея (латыш. Latvijas Nacionālais mākslas muzejs, инвентарный номер: VMM GL-5668). Её размер — 145,5 на 69,5 сантиметров. Техника — масляная живопись по холсту. Картина принадлежала одной из богатейших женщин Латвии перед Второй мировой войной, прозванной «Королевой прессы», Эмилии Беньямин и её семье. После её высылки в Сибирь, в советские времена, её дом, где продолжала оставаться картина, принадлежал Союзу писателей Латвийской ССР, а в 1954 году эта организация передала картину в коллекцию музея.
Первым эскизом композиции считается рисунок древесным углём и карандашом (71 на 33 сантиметров), который оказался в частной коллекции. Следующий этап работы художника над темой показан в картине из собрания Гунтиса Белевича. Эта картина написана на бумаге и дублируется на картоне. В поисках идеального композиционного решения бумага была удлинена от первоначального размера 58 на 27 сантиметров до окончательного — 59,5 на 28,7, недостающий фрагмент был приклеен на картоне. Обратная сторона имеет надпись, которая подтверждает, что «вывоз за границу допускается». Поэтому есть основания полагать, что это была версия, выставленная в Мюнхене. Каталог выставки в Мюнхене подтверждает, что работа была выполнена маслом, и называет этот размер. Эта работа отличается от первой публикации изображения в «Kunst in den Ostseeprovinzen almanac» (1913). Различия можно найти в отдельных мелких элементах фона. В версии, которая была унаследована семьёй художника после его смерти, Розенталс добавил чашу с фруктами.
На юбилейной выставке Яниса Розенталса в Латвийском Национальном художественном музее в Риге в 2016 году были представлены три версии картины.

## Галерея

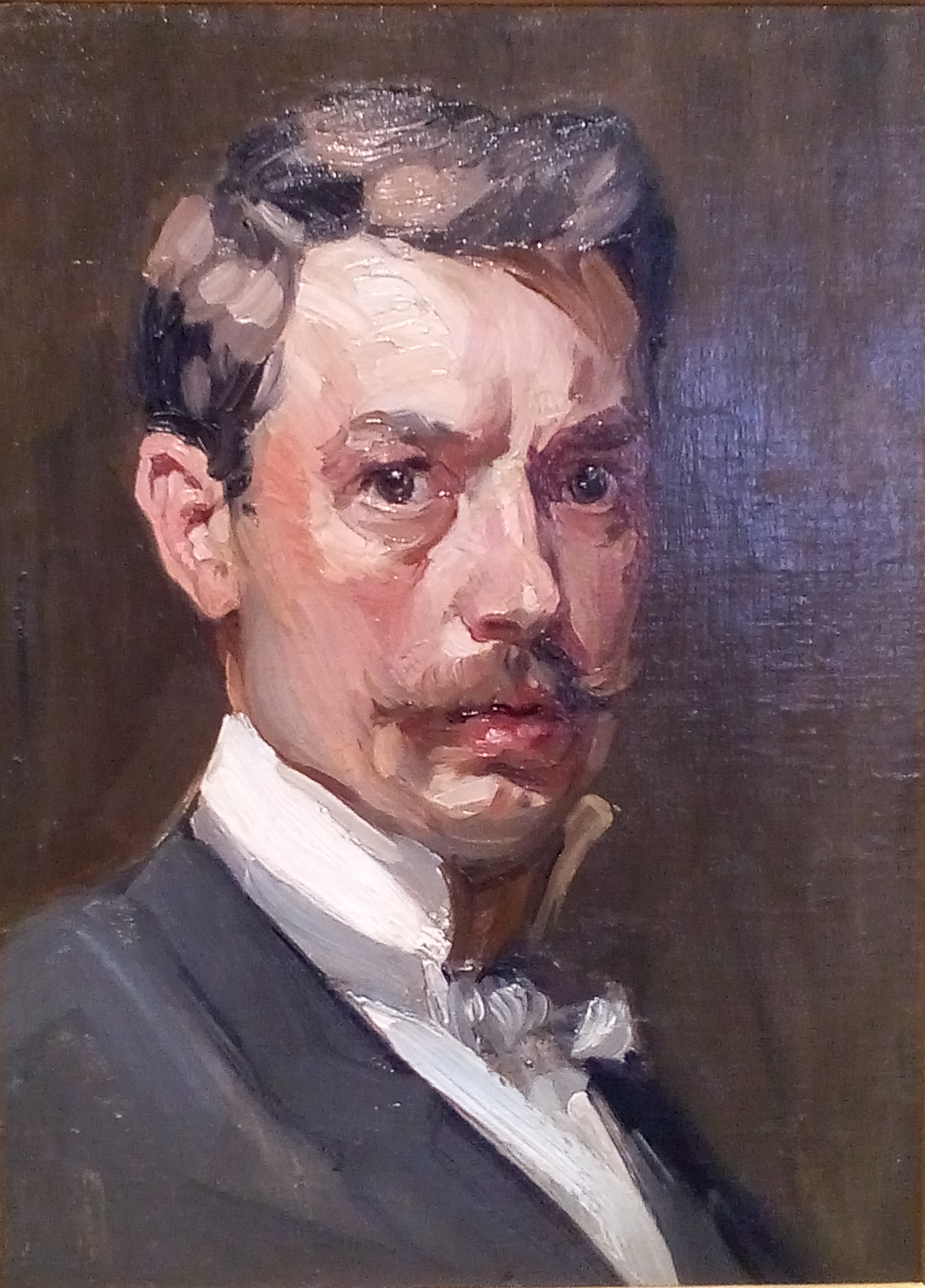
Янис Розенталс. Автопортрет
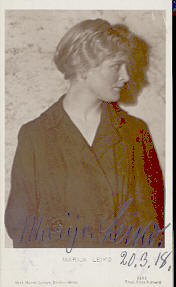
Мария Лейко, фотография, 1920
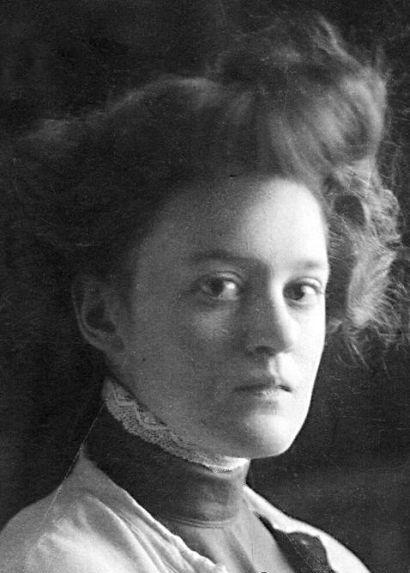
Мария Маргарита (Мэгги) Грипенберг, фотография, 1910-е годы
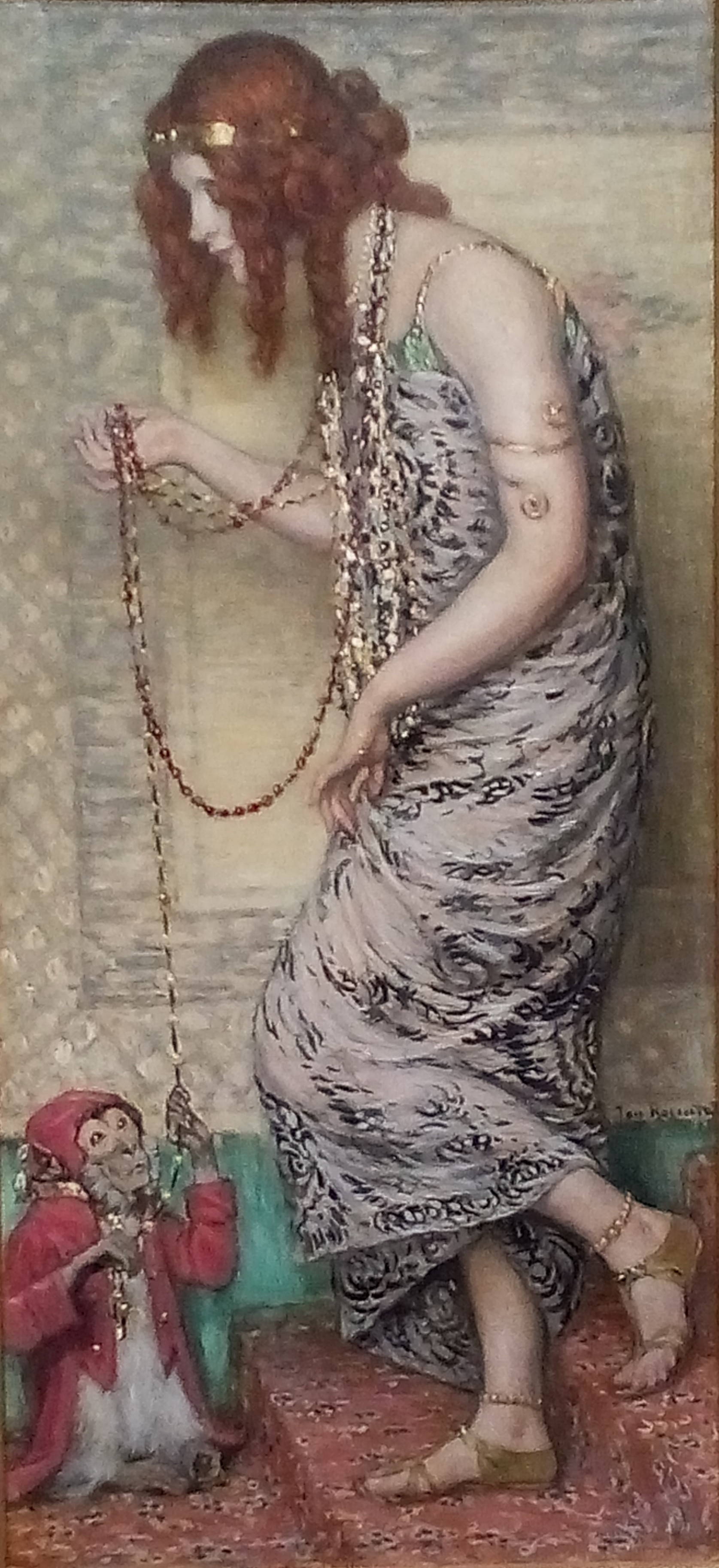
Янис Розенталс. Принцесса и обезьяна. 1913. Одна из трёх версий, представленных на выставке к 150-летию художника
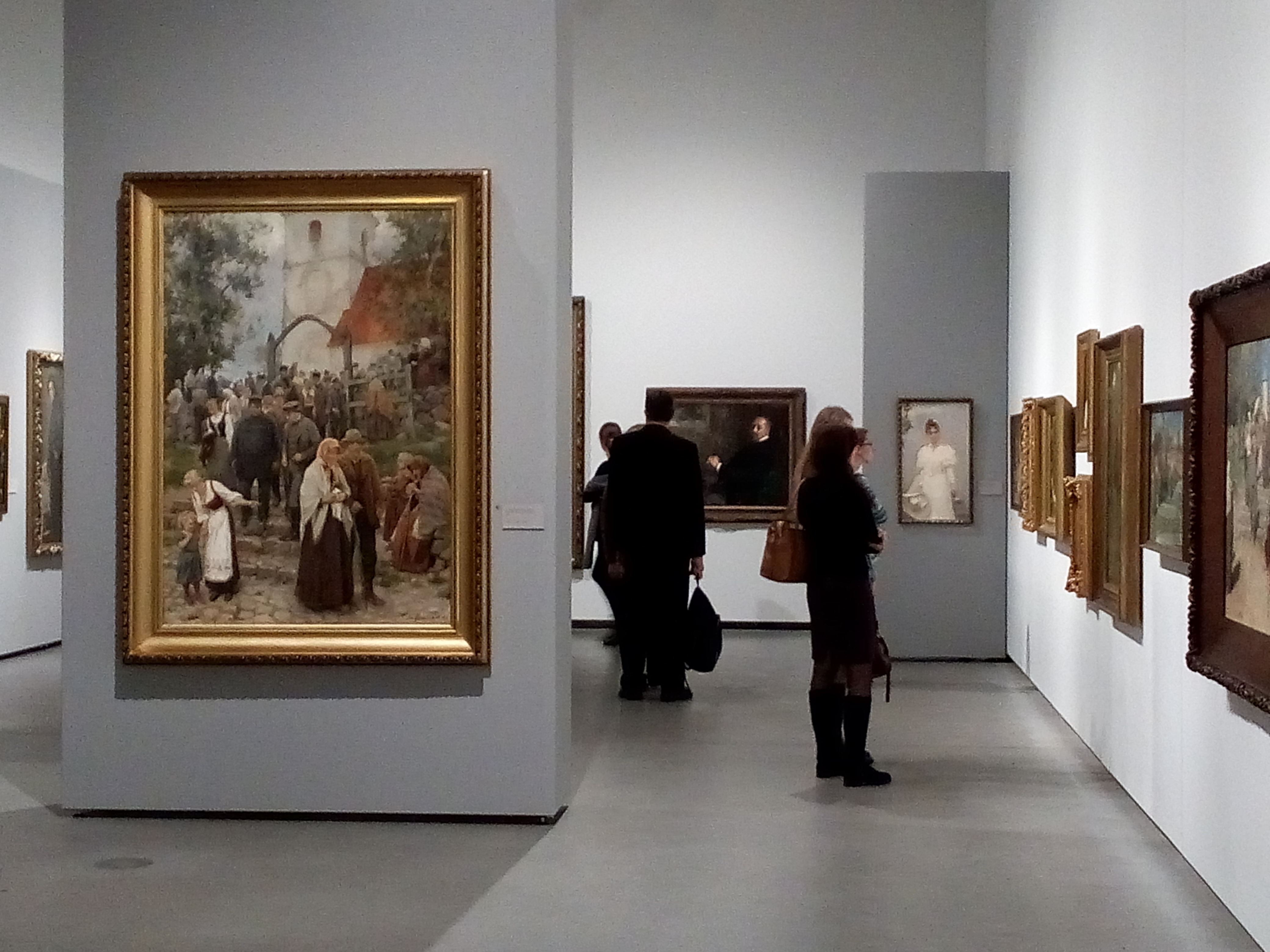
Выставка Яниса Розентался в Латвийском Национальном художественном музее. 2016 год